# Élide
L’Élide (grec ancien : Ἦλις / Êlis ou Ἠλεία / Ileía, grec moderne : Ηλεία / Ilía) est une région de la Grèce, située à l’ouest de la péninsule du Péloponnèse sur la mer Ionienne entre la Messénie et l'Achaïe. Elle constitue aujourd'hui un district régional de la périphérie de Grèce-Occidentale.

## Histoire
À l'époque des invasions doriennes de 1100 av. J.-C., selon l’Iliade d'Homère, des tribus éoliennes, dirigées par le chef peut-être mythique Oxylos, s'établissent dans le pays et fondent par un synœcisme la cité d'Élis qui devient la capitale du pays. Le sanctuaire d'Olympie se développa et devint un point culturel important qui devint un enjeu de rivalité entre cités Éléennes dont Pise. 
Membre de la ligue du Péloponnèse, l'Élide participa à la guerre du Péloponnèse comme alliée de Sparte. Les Éléens firent ensuite alliance avec Athènes en 420 av. J.-C. mais le roi spartiate Agis II envahit l'Élide en 399–397 av. J.-C., ravageant et brûlant la région, et tout particulièrement la ville d'Olympie,.
À l'époque hellénistique, l'Élide est par conséquent politiquement effacée, mais n'en fut pas moins le siège d'une école de philosophie, fondée par Phédon d'Élis et connue sous le nom de « secte élienne ». Elle est décrite par Pausanias aux chapitres 23 à 26 du livre VI de sa Description de la Grèce. C'est également le pays de naissance du philosophe Pyrrhon, fondateur de l'« école sceptique ».
En 146 av. J.-C., quand l'ensemble de la Grèce est soumise aux Romains, l'Élide devient partie intégrante de la province romaine d'Achaïe. L'Empire romain d'Orient, que nous appelons (depuis le XVIe siècle) « byzantin », devient un état chrétien. En 1204, l'Élide est conquise par la principauté d'Achaïe, un état latin d'Orient ayant pour capitale Andravida et comme port principal Glarentza. En 1432, elle est incorporée à la Morée grecque et en 1460 à l'Empire ottoman qui la gouverne jusqu'en 1700 lorsqu'elle est annexée par la république de Venise. Les Turcs la reprennent en 1718 et la gardent jusqu'à la guerre d'indépendance grecque.
Pendant l'occupation de la Grèce, l'Élide fut d'abord occupée par l'Italie fasciste (1941-1943) puis par l'Allemagne nazie (1943-1944).
Actuellement elle constitue un district régional de la périphérie de Grèce-Occidentale.

## Administration

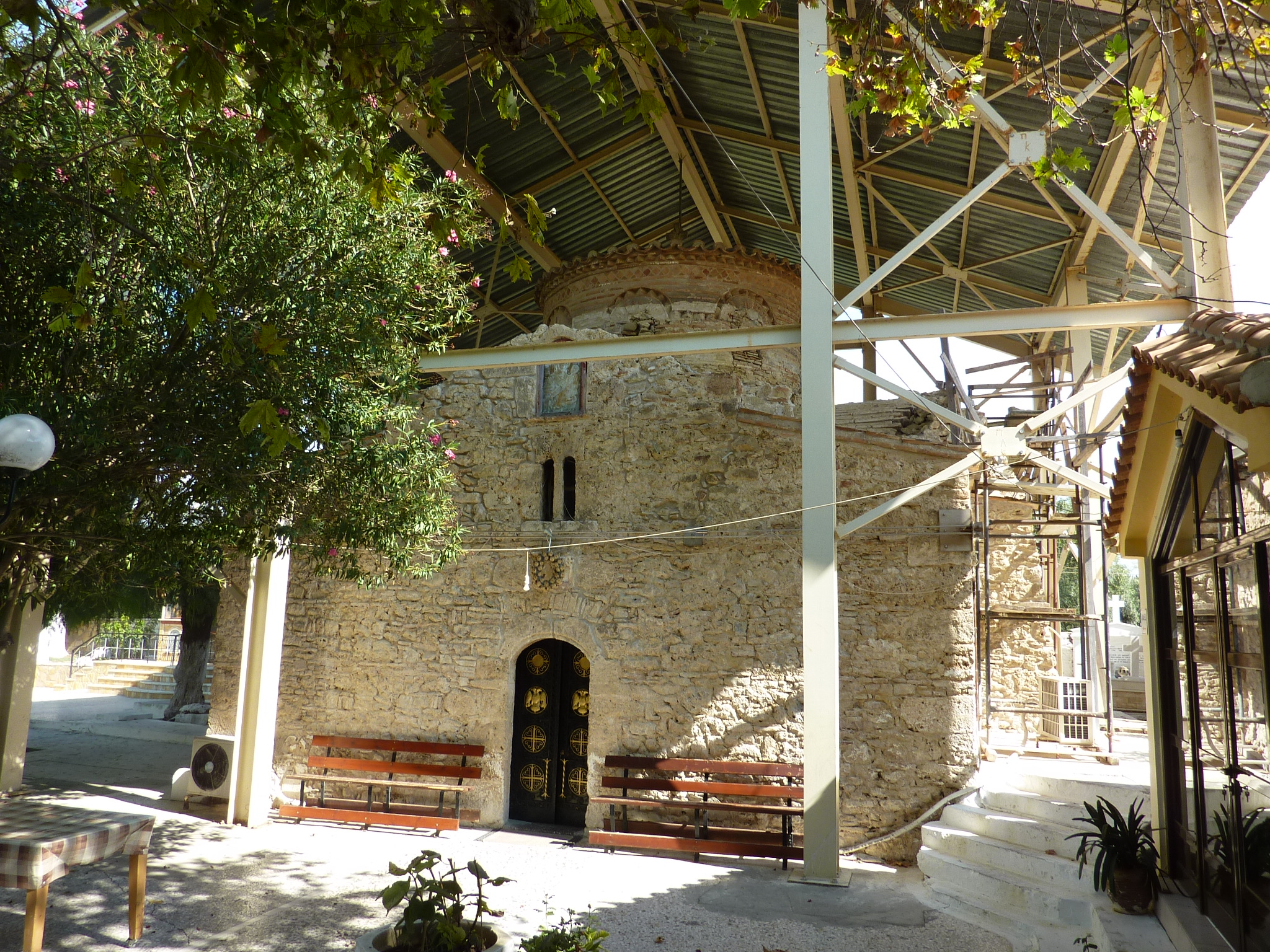
Chapelle byzantine de Francavilla

Depuis 2010, le district régional est divisé en sept dèmes (municipalités) :
| Dème (municipalité)    | Chef-lieu                                     | District municipal | code YPES | Chef-lieu (si différent) |
| ---------------------- | --------------------------------------------- | ------------------ | --------- | ------------------------ |
| 6. Andravida-Kyllini   | Lechená (siège historique: Varda (en))        | Andravida          | 1703      |                          |
| 6. Andravida-Kyllini   | Lechená (siège historique: Varda (en))        | Kastro-Kyllini     | 1712      | Kyllini                  |
| 6. Andravida-Kyllini   | Lechená (siège historique: Varda (en))        | Lechaina           | 1715      |                          |
| 6. Andravida-Kyllini   | Lechená (siège historique: Varda (en))        | Vouprasía          | 1707      | Varda                    |
| 3. Andrítsena-Kresténa | Krestena (en) (siège historique : Andrítsena) | Alifira (en)       | 1701      | Kallithea                |
| 3. Andrítsena-Kresténa | Krestena (en) (siège historique : Andrítsena) | Andrítsena         | 1704      |                          |
| 3. Andrítsena-Kresténa | Krestena (en) (siège historique : Andrítsena) | Scillonte          | 1718      | Krestena                 |
| 4. Archéa Olympía      | Olympie                                       | Folói              | 1721      | Lalas (el)               |
| 4. Archéa Olympía      | Olympie                                       | Lampeia            | 1713      |                          |
| 4. Archéa Olympía      | Olympie                                       | Lasióna            | 1714      | Antroni (en)             |
| 4. Archéa Olympía      | Olympie                                       | Olympie            | 1705      |                          |
| 2. Élis                | Amaliáda                                      | Amaliáda           | 1702      |                          |
| 2. Élis                | Amaliáda                                      | Pineia             | 1716      | Simopoulo (en)           |
| 7. Pénée               | Gastouni                                      | Gastouni           | 1709      |                          |
| 7. Pénée               | Gastouni                                      | Traganó            | 1719      |                          |
| 7. Pénée               | Gastouni                                      | Vartholomió        | 1706      |                          |
| 1. Pyrgos              | Pyrgos                                        | Iárdanos           | 1711      | Vounargo (en)            |
| 1. Pyrgos              | Pyrgos                                        | Oléni              | 1722      | Karátoula                |
| 1. Pyrgos              | Pyrgos                                        | Pyrgos             | 1717      |                          |
| 1. Pyrgos              | Pyrgos                                        | Vólakas            | 1708      | Epitalio (en)            |
| 5. Zacháro             | Zacháro                                       | Phigalie           | 1720      | Néa Figalía              |
| 5. Zacháro             | Zacháro                                       | Zacháro            | 1710      |                          |